# Nortel
Nortel Networks Corporation formalmente conocida como Northern Telecom Limited y de forma abreviada como Nortel, fue una empresa  multinacional que producía hardware, software y servicios para las telecomunicaciones. Su sede se hallaba en Toronto, Canadá. En junio de 2009 la compañía anunció que cesaría operaciones y vendería todas sus unidades de negocio.

## Historia
En 1895, Bell Telephone Company of Canada decidió privatizar una de sus divisiones productivas que construía teléfonos para la venta a otras empresas, así como otros dispositivos como alarmas antincendio o aparatos de alarma instalados en la calle para comunicarse con la policía o con los bomberos. 
La empresa se formó bajo el nombre de Northern Electric and Manufacturing Company Limited. En 1900 la sociedad comenzó la producción de su primer gramófono (modelo wind-up), que podía reproducir discos de vinilo. En 1913 la sociedad estableció su sede y fábrica principal en Montreal, y en 1914 la empresa se fusionó con Imperial Electric para dar lugar a Northern Electric, en copropiedad con Bell Canada y la empresa estadounidense Western Electric. A finales de la Primera Guerra Mundial, la compañía ya era el principal distribuidor de productos de Western Electric en Canadá.
En 1922 Northern Electric comenzó a producir radios. En 1928 fabricó la técnica necesaria para lo que sería el primer teatro de cine con audio del Imperio Británico. La empresa conjunta entre AT&T y Western Electric se vio obligada a vender su participación en la empresa a Bell Canada en 1949 debido a una demanda por la competencia. Fue entonces cuando Nortel comenzó a desarrollar sus propios productos. En 1953 fabricaron el primer televisor con tubos catódicos provisto por la empresa RCA.
En 1966, el departamento de desarrollo, Bell Northern Research, comenzó a investigar las posibles aplicaciones del cable de fibra óptica. Esto llevó en 1969 a trabajar en la digitalización de la telecomunicación.
En 1976 la empresa se renombró a Northern Telecom Limited y en 1995 con motivo de la celebración del centenario de la empresa, ésta se rebautizó de nuevo a Nortel.
En 1998 se cambió el nombre de la empresa una vez más a Nortel Networks, tras la compra de la empresa Bay Networks. La empresa se reorientó entonces en dirección Internet y su infraestructura: comunicación, servicios multiprotocolo y redes globales privadas. Otro sector de importancia sería el área de telefonía móvil con la infraestructura necesaria para los estándares GSM y UMTS.
En 2004, la empresa volvió a su denominación anterior, Nortel. Debido a una serie de irregularidades en la balanza de pagos, Nortel tuvo que redistribuir parte del beneficio de 2003 a los años 2001 y 2002, reduciéndose entonces las pérdidas de esos años. Además, debió pagar una multa equivalente a 35 millones de dólares estadounidenses para poner fin a una demanda de la SEC, que es el agente regulador de los mercados financieros de Estados Unidos.

## Quiebra
El 14 de enero de 2009, Nortel se declaró en quiebra en los Estados Unidos, Canadá y Reino Unido con el fin de reestructurar su deuda y obligaciones financieras. En junio de 2009 la compañía anunció que cesaría operaciones y vendería todas sus unidades de negocio. El negocio de Nortel de CDMA inalámbrico y el de la tecnología de acceso LTE fueron vendidos a la empresa sueca Ericsson; la unidad de negocio de soluciones corporativas, incluyendo sus participaciones en Nortel Government Solutions y DiamondWare, se vendieron a Avaya; la unidad de CVAS (Carrier VoIP and Application Solutions) se vendió a Genband; la unidad de Metro Ethernet Networks se vendió a Ciena Corporation; las actividades de Next Generation Packet Core se vendieron a Hitachi Ltd.; y los negocios de GSM a Ericsson y a Kapsch.